# Hiddi (Hildebold)
Hiddi (Kurz- und Koseform von Hildebold; * um 750/756; † um 813) war ein sächsischer Adliger und Graf im sächsischen Hessengau, möglicherweise ein Sohn des Grafen Liutolf, der am 19. März 785 als Mönch in Fulda starb.
In der Zeit von 779 bis 781 begann im damaligen Sachsen, dem heutigen Westfalen, ein zermürbender Kleinkrieg, der sich auch gegen die frankenfreundlichen Edlinge richtete. Als Getaufter und Anhänger Karls des Großen war Hiddi nach Karls erstem Feldzug gegen die Engern bei Warburg von rebellischen Sachsen aus seiner angestammten Heimat vertrieben worden. Daraufhin setzte ihn Kaiser Karl auf fränkischem Gebiet bei Wolfsanger (heute Stadtteil von Kassel) mit Grafenrechten in dem an der mittleren Diemel geschaffenen sächsischen Hessengau ein. In Wolfsanger entstand durch die Ansiedlung sächsischer Flüchtlinge eine fränkisch-sächsischen Doppelsiedlung mit einer alten fränkischen Taufkirche, die Johannes dem Täufer geweiht wurde.
Hiddi ließ dann im Kaufunger Wald (in der „silva Buchonia“) Rodungssiedlungen anlegen, auf Gebiet das inmitten der Besitzungen des Grafen Gerhao lag. Nachdem Gerhao erbenlos gestorben war (wohl um oder vor 811), wurden dessen Güter von Karls Königsboten eingezogen. Der Kaufunger Wald wurde eingeforstet, aber die Rodungen Hiddis und des Billings Amelung I. wurden davon ausgenommen. Karl bestätigte den Söhnen der beiden, Asig (Esiko) (813) und Bennit I. (Bennicho) (811), den Besitz ihrer verstorbenen Väter im Kaufunger Wald, wo noch heute die Ortsnamen Escherode und Benterode an sie erinnern.
Hiddi heiratete Schwanhild (Suanhild), vielleicht eine Tochter des Herzogs Brun (730–775). Er hatte drei Söhne, die ausgedehnten Besitz im Leinegau, im sächsischen Hessengau und im Tilithigau besaßen:
- Asig (Esiko) (auch Asico, Esicho, Kurzform von Adalrich), als Hiddis Nachfolger Graf im sächsischen Hessengau, wo er 839 und 843 bezeugt ist
- Folcbold (Folkbold)
- Adalbold (Adalbald)

Esiko, der aufgrund seiner zweiten Ehe mit Ida der Jüngeren der Schwiegersohn des Grafen Ekbert und der heiligen Ida von Herzfeld war, wurde Namensgeber des Geschlechts der Esikonen.